# Provolone piquant
 (avril 2024).
Si vous disposez d'ouvrages ou d'articles de référence ou si vous connaissez des sites web de qualité traitant du thème abordé ici, merci de compléter l'article en donnant les références utiles à sa vérifiabilité et en les liant à la section « Notes et références ».

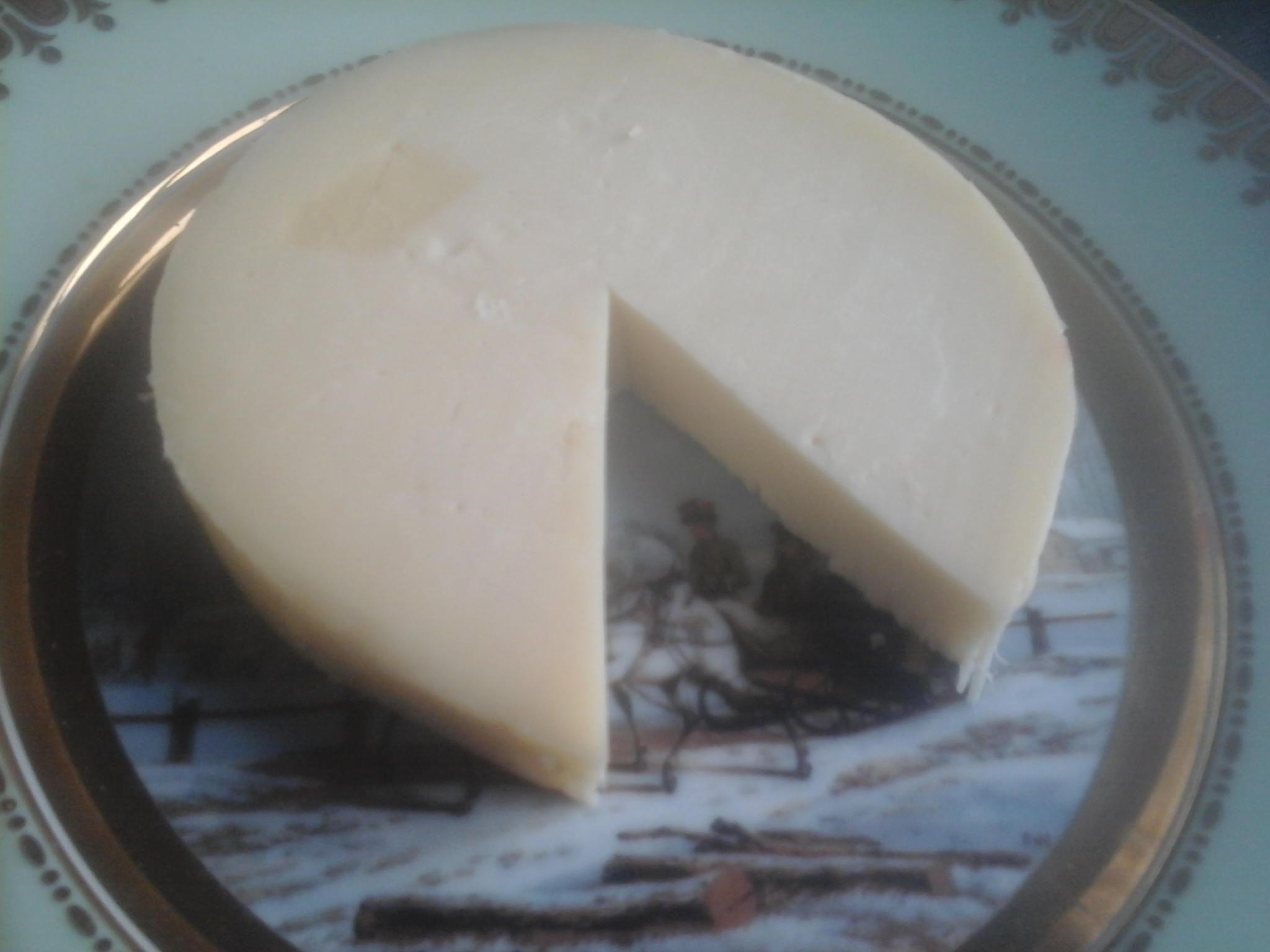
Tranche de provolone piquant.

Le provolone piquant (en italien : provolone piccante) est un fromage italien originaire du sud du pays, mais surtout produit dans les régions du Nord (Piémont, Lombardie et Vénétie).
En Italie et en Belgique, on distingue le provolone doux (provolone dolce) qui a un affinage d'au moins quatre mois du provolone piquant (provolone piccante) qui a un affinage d'au moins 16 mois.

## Description
Il prend des formes parfois originales, en poire, en cône tronqué, en grappes ou en « saucisson ». Le plus souvent, c'est un cylindre et il est débité en tranches, c'est-à-dire en disques.
C'est un fromage à base de lait de vache, à pâte pressée non cuite, d'un poids moyen de 5 kg, qui prend du piquant[style à revoir] à l'affinage. Ce piquant doux mais durable en bouche, est généralement dû à l'utilisation de présure de chevreau. Il existe aussi un provolone doux, pour lequel on utilise de la présure de veau.
Sa période de dégustation optimale s'étale de juin à octobre, après affinage.
On peut le déguster découpé en fines lamelles dans une assiette, avec un simple filet d'huile d'olive, un peu de sel, de poivre et quelques herbes.
Il peut aussi être utilisé en tant que garniture de pizza ou râpé sur des pâtes, en remplacement du parmesan.